# Micro-Star International
MSI (Micro-Star International Co., Ltd, Кинески: 微星科技股份有限公司) је тајванска међународна корпорација информационих технологија са седиштем у Њу Тајпај Ситију, Тајван. Она дизајнира, развија и нуди рачунаре, који се односе на производе и услуге, укључујући и лаптоп рачунаре, матичне плоче, графичке картице, Све-у-једном рачунари, сервери, индустријски рачунари, ПЦ периферије, Инфомативни производи за ауто, итд.
Компанија има примарни листинг на Тајванској берзи и основана је у августу 1986. године за 5 оснивача - Хсу Xианг (звани Џозеф ХСУ), Хуанг Јинкјуинг (звани Џинс Хуанг), Лин Вентонг (звани Френк Лин), Ју Xиан Ненг (звани Кени Ју), и Лу Кјуилонг (звани Хенри Лу). Прво покретање свог пословања у Њу Тајпај Ситију, Тајван, МСИ се касније проширио у Копненој Кини, сместили су се у округу Баоан у Шенџену 2000. и успоставили истраживачке и развојне центре у Куншан 2001. Она такође пружа глобалне гаранције у Северној Америци, Централној / Јужној Америци, Азији, Аустралији и Европи.
Компанија је била спонзор за бројне еСпортс тимове и такође је домаћин међународног гејминг догађаја МСИ Мастерс Гејминг Арена (раније познат као МСИ Победи ИТ). Најранији Победи ИТ турнир може се пратити уназад до 2010, заједно са Евил Џенисес победили на шампионату.

## Историја

### 1980е
Основан 1986, МСИ је прво фокусиран на пројектовању и производњи матичних плоча и ед-он картица. Касније исте године МСИ је представио први Оверклокујућу 286 матичну плочу.

### 1990е
Године 1991, МСИ је представио прву 486/586 матичну плочу.
Године 1995, МСИ је представио Дуал Пентиум Про-базирану матичну плочу (МС-5129).
Године 1997, МСИ је отворио своју Фабрику 1 у граду Јунг-Хе и представио Интелову Пентиум 2-базирану матичну плочу са Интеловом ММХ технологијом, заједно са првом графичком картицом (МС.4413), и првим барабоне производом.
Године 1998, МСИ је постала јавна компанија као што је на ИПО (Иницијална Јавна Понуда) на Тајпајској берзи (ТАИЕX) и представила је прву Сокет 7 базирану матичну плочу (МС-5169).

### 2000е
Године 2000, основан је MSI Computer (Shenzhen) Co., Ltd. . Исте године, МСИ је отворио своју Фабрику 3 у граду Јунг-Хе и представио прву Сет-топ бокс производ.
Године 2001, основан је MSI Electronics (Kunshan) Co., Ltd. .
Године 2002, МСИ је представио прву ПЦ2ПЦ Блутут и ВЛАН матичну плочу.
Године 2003, МСИ је представио први таблет са оловком (PenNote3100).
Године 2004, МСИ је преставио први Нотбук (M510C).
Године 2008, МСИ је ранкиран међу Топ 20 Тајванских светских брендова
Године 2009, МСИ је представио први Ултра танак Нотбук (X320), и први Све-у-једном рачунар (AP1900).

### 2010е
Године 2011, МСИ је именован једним од Топ 100 Тајванских брендова, уважени међу 500 брендова.

Године 2013, МСИ је награђен од стране Тајванске екселенције за 15 узастопних година.

Године 2015, МСИ је 4 ранкирани најбољи лаптоп бренда у 2015. години од стране Лаптоп магазина, САД.

## Операције
Канцеларије МСИ у округу Зонгхе, Њу Тајпај Сити, Тајван служе као седиште компаније, и у њима се налази велики број различитих одељења и сервиса.
Производња је у почетку одржана у погонима у Тајвану. У 2000. и 2001. години МСИ најављује производне погоне у Кинеском Шенџену и Кунџану да задовољи растуће потребе светског тржишта.
Компанија има више огранка у Северној и Јужној Америци, Европи, Азији, Аустралији и Јужној Африци. Од 2015. године компанија је запослила светску радну снагу од преко 13.500 и има светско присуство у више од 120 земаља, обухватајући површине Америке, Европе / Блиског истока / Африке(ЕМЕА) и Азијског Пацифика.

## Производи
Компанија је прво изградила своју репутацију на развоју и производњи квалитетних рачунарских матичних плоча и графичких картица. Успоставила своју филијалу Фунторо у 2008. години да се обезбеде свеобухватна ИТ решења за инфомативна возила. Сада нуди велики избор производа у распону од лаптоп рачунара, гејминг лаптопова, матичних плоча, графичких картица, Све-у-једном рачунара, мобилних радних станица, Баребоне рачунара, сервера, ИПЦ-ова, мултимедијалних периферија до возила инфомативних решења, паметних робота за чишћење, панорамских Вај-фај камера, итд.
- MSI Z97A ГЕЈМИНГ 5 матична плоча
- MSI panocam, тип панорамске камере

### МСИ Гејминг серије
Према информацијама на МСИ званичном сајту, његова Гејминг серија има лаптоп, матичне плоче, графичке картице, Све-у-једном рачунаре и играчких периферија дизајнираних за играче, моћне кориснике и све. Речено је да ће уградити последње, трајне компоненте које су прошле ригорозне сертификоване тестове војне класе, Гејминг серија је добила генерално повољне критике и неколико награда.
Производи повезаних са МСИ Гејминг серијом укључују:
- Нотбук: GT80,[30] GT72 Dominator Pro,[31] GS30 Shadow,[32][33] GT70 Dragon Edition,[34] GT70,[35] GT780DXR,[36] итд.
- Матична плоча: Big Bang-Fuzion Gaming,[37] Z87-GD65 GAMING,[38] X99S GAMING 9 ACK,[39] Z97 GAMING 9 ACK,[40] X99A GAMING 9 ACK,[41] итд.
- Графичка картица: 980 GAMING 4G,[42] R9 270X GAMING 2G ITX,[43] итд.
- Све-у-једном рачунар: AG220 2PE,[44] AG240 2PE,[45] AG270 2PE,[46] итд.
- Десктоп рачунар: Nightblade MI,[47] Nightblade,[48] итд.
- Мултимедија: GK-701,[49] DS502,[50] итд.

### MСИ Оверклокинг серије
- Матична плоча: Z77A-GD65,[51] Z97 XPOWER AC,[52][53] X99A XPOWER AC,[54] итд.
- Графичка картица

### Мобилна радна станица
- WT серија: WT72[55]
- WS серија: WS60 6QI[56]

### Неке ствари
- PANOCAM Pro[57]

### Фунторо
- FUNTORO HD + Медија на захтев систем[58]
- Telematics Box BV105 серије[59]

### ФУНРОБОТ
- iCleaner M800[60][61]

## Спонзорство
Компанија је склопила партнерство са светски познатом организацијом еСпортса Фнатик од 2009. до ране 2015.
Био је спонзор многим еСпортс тимовима као што су на пример HWA Gaming, yoe Flash Wolves, NXA-Ladies, Saigon Fantastic Five, MSI-Evolution, Vox Eminor, DeToNator, Team Infused, Aperture Gaming, Phoenix GaminG, итд.

## Корпоративна друштвена одговорност
МСИ има за циљ обезбеђивање еколошких производа и услугама и креће се ка циљевима зеленог дизајна, зелених ресурса и зелене технологије. Њихове иницијативе да преузму одговорност за ефекте ове компаније на животну средину и добробит друштва обухватају полису Public Welfare, Social Reward, Donation with Love, Education Assistance and MSI Corporate Volunteers.
У 1999. МСИ добија Буреау Веритас Куалити Интернашонал (БВКјуИ) ИСО 14001: 1996 сертификат система управљања заштитом животне средине.
У 2003. години, је добио БВКИ ОХСАС 18000: 1999 сертификат заштите здравља и Систем управљања безбедношћу.
Компанија је касније добила КЦ 080000 ИЕЦК ХСПМ (ОПАСНЕ ПО процес управљања) сертификат у 2006. и иницирала ИСО 14064-1 гасне, стаклене баште, (ГХГ) Залихе и верификацију изјава у 2008. години.
У марту 2009. године, МСИ је именован као један од тајванских "Топ 50 корпоративних грађана 2009" од стране Комонвелт Магазина (питање 416) и "Топ ЦСР Одлично предузеће 2009" од стране Глобал Виевс Магазина (питање 273) у Тајвану.
У 2010, компанија је примила тајванску награду за Индустријску одрживу изврсност 2010 и народну скрб награду за друштвено образовање.
У 2012. МСИ је добио "штедња енергије и смањење угљен Акција Марк" награду од Управе за заштиту животне средине (ЕПА) од председника Јуана, Тајван.
У 2013. компанија је добила награду-премију од "Топ Грин Бренд 2013 у категорији ИЦТ" од Бизнис Некст Магазина и његов Све-у-једном рачунар добија ИСО 14006 сертификат управљања заштитом животне средине Системом Смерница за укључивање Екодизајна.
МСИ је добио награду 2014 града Њу Тајпај Сити Награду за образовање за заштиту животне средине - групну награду и поново је призната од Награде Екселенције за "Топ Грин Бренд 2014 у категорији ИЦТ" из Бизнис Некст магазина.

### Менаџмент - Гас стаклених башти
МСИ се такође обавезао на смањење емисије гасова стаклене баште из својих глобалних активности и почели су предузимање рачуноводства инвентара гасова стаклене баште гасова од 2007. Компанија је покренула ИСО 14064-1 гасова стаклене баште (ГХГ) Залихе и верификацију изјава у 2008. и почела да води рачуноводство инвентара у складу са ИСО 14064-1 и ГХГ протоколима. Граница инвентара покрива МСИ Тајван, МСИ Шенџен и МСИ Кунџан.